# Долішнє Село
Долішнє Се́ло (болг. Долно село) — село в Кюстендильській області Болгарії. Входить до складу общини Кюстендил.

## Населення
За даними перепису населення 2011 року у селі проживали 104 особи.
Національний склад населення села:
| Національність   | Кількість осіб | Відсоток |
| ---------------- | -------------- | -------- |
| болгари          | 99             | 96,1%    |
| турки            | 3              | 2,9%     |
| цигани           | 0              | 0%       |
| Всього відповіли | 103            |          |

Розподіл населення за віком у 2011 році:
Динаміка населення: